# Laurel und Hardy: Habeas Corpus

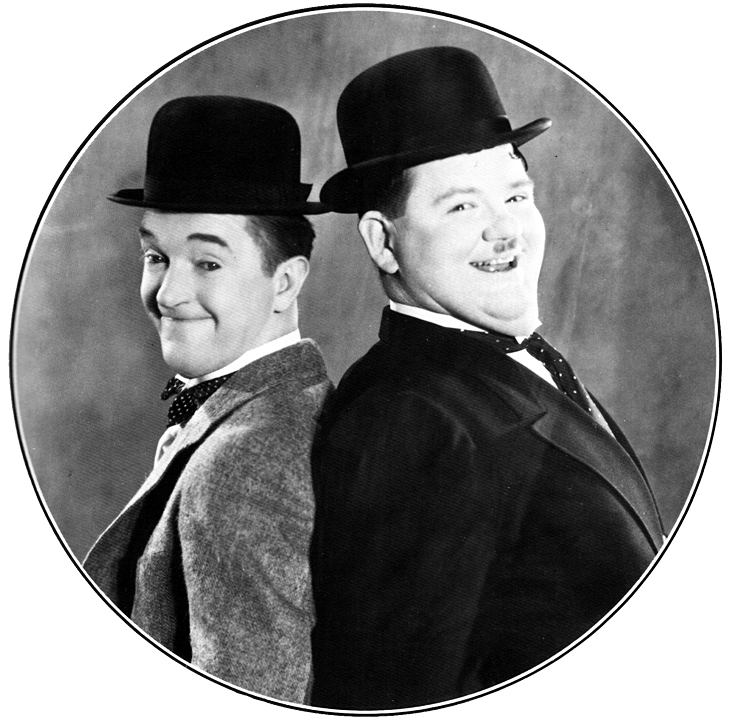
Laurel und Hardy

Habeas Corpus ist eine US-amerikanische stumme Kurzfilm-Komödie aus dem Jahre 1928 mit dem Komikerduo Stan Laurel und Oliver Hardy in den Hauptrollen.

## Handlung
Am Abendbrottisch denkt Professor Padilla über eine neue Theorie nach, die besagt, dass das menschliche Gehirn eine ebene Oberfläche hat, als es an der Tür klopft. Sein Butler öffnet Laurel und Hardy. Laurel bittet um ein Stück gebutterten Toast, wird dafür aber sofort von Hardy zurechtgewiesen. Der Professor kommt dazu und meint, dass er die beiden gebrauchen könnte. Er bietet ihnen 500 Dollar für die Erledigung eines Jobs.
Sie sollen vom Friedhof eine Leiche besorgen. In der Halle tätigt der Butler einen Anruf und es stellt sich heraus, dass er Polizist ist und seinen Vorgesetzten über das Vorhaben des Professors informiert.
Kurz vor Mitternacht nehmen Polizisten den Professor in Gewahrsam.
Gleichzeitig gehen Laurel und Hardy die Straße entlang, bewaffnet mit der nötigen Ausrüstung, um eine Leiche vom nahe gelegenen Friedhof zu exhumieren. Sie finden ein Straßenschild und beschließen, nachzuschauen, wo sie sind. Hardy klettert den Pfosten mit einem deutlichen Mangel an Beweglichkeit hinauf, nur um das offensichtliche "Frisch gestrichen"-Schild an der Spitze zu erblicken. Er steigt den Pfosten hinunter und sieht den Schaden an seiner Kleidung.
Sie nehmen ihre Taschenlampe und Schaufeln auf und setzen ihren Weg fort. Vor ihnen auf dem Friedhof zieht der als Butler getarnte Polizist ein weißes Laken über und versteckt sich im Dunkeln.
Hardy möchte, dass Laurel auf den Friedhof vor geht und gräbt, während Hardy am Tor bleiben will, um ihn zu "beschützen". Zögerlich und voller Zweifel macht Laurel sich auf den Weg. Als der Polizist im Gebüsch niesen muss, läuft Laurel um sein Leben in Richtung Ausgang. Hardy schickt Laurel umgehend wieder auf den Friedhof. Laurel beginnt, ein Loch zu graben, wird dabei aber von einem Wachmann entdeckt; nun taucht der Polizist mit seinem Bettlaken auf und alle stürmen voller Furcht auseinander.
Hardy besteht weiter darauf, den Job zu erledigen. Da die Polizisten das Friedhofstor geschlossen haben, muss Laurel nun über die Mauer steigen. Die erfolglosen Versuche, dieses zu bewerkstelligen, bilden das Schlussdrama des Films.

## Kommentare
"Der früheste Gruselfilm der Boys. Es ist keineswegs ein schlechter Film. Er ist besser als The Laurel-Hardy Murder Case, aber nicht so gut wie The Live Ghost." John Larrabee, John V. Brennan
"Habeas Corpus ist ein sehr komischer Film, aber eher eine Abfolge traditioneller Slapstick-Nummern als eine typische Laurel & Hardy Comedy. Ein Wegweiser wird erklommen, um die Richtungsschilder lesen zu können; dann stellt sich heraus, daß »frisch gestrichen« darauf steht. Hardy schleppt einen Sack mit einer vermeintlichen Leiche, die sich aber als sehr lebendig erweist und ihre Hände und Füße durch Löcher im Sack steckt, um schließlich auf allen vieren zu gehen. In einer weiteren herkömmlichen Routine-Nummer erklettern Laurel & Hardy eine Mauer, die unter ihnen zusammenbricht." William K. Everson
"Habeas Corpus ist am dunkleren Ende des Laurel-und-Hardy-Kanons angesiedelt, aber kaum deplatziert. Die Jungs sind ganz in Ihrem Element und die meisten der Gags landen schön. In der Tat, ich würde dies eine ihrer stärkeren Stummfilm-Ära Bemühungen nennen." SILENT MOVIE REVIEW

"Die Friedhosfszene ist im Grunde eine erweiterte Fassung dessen, was ein Jahr zuvor in Do Detectives Think (1927) zu sehen war." The Laurel & Hardy Blog